# Figlie del Cuore di Maria
Le Figlie del Cuore di Maria (in francese Filles du Cœur de Marie) sono un istituto religioso femminile di diritto pontificio.

## Storia
La congregazione fu fondata dal sacerdote René Brault, curato di Baugé, in diocesi di Angers. Nel 1772, con l'aiuto di Anne Langlais e Marie Livache, Brault allestì in una sala della casa canonica un ospizio per gli incurabili. Nel 1783 entrò a far parte della comunità la nobildonna Anne d'Hardouin de La Girouardière, ritenuta confondatrice dell'istituto, che il 23 maggio 1790 vestí l'abito religioso e fece la prima professione insieme con sei compagne.
Le costituzioni dell'istituto ottennero l'approvazione definitiva dalla Santa Sede il 14 settembre 1821.
Per volontà del fondatore, in origine l'istituto era consacrato al Cuore compassionevole di Maria ai piedi della croce; nell 1790 la fondatrice entrò in possesso di una reliquia della Croce e la spiritualità della comunità si centrò su Cristo crocifisso.

## Attività e diffusione
Le finalità dell'istituto sono l'assistenza ai malati incurabili, la cura dei fanciulli poveri e l'adorazione riparatrice.
Oltre che in Francia, le suore sono presenti in Spagna; la sede generalizia è a Baugé.
Alla fine del 2015 l'istituto contava 29 religiose in 3 case.